# Kék fürj
A kék fürj (Excalfactoria adansonii) a madarak osztályának tyúkalakúak (Galliformes) rendjébe és a fácánfélék (Phasianidae) családjába tartozó faj.

## Rendszerezés
Besorolása vitatott, egyes rendszerezők a szerint a Coturnix nembe tartozik Coturnix adansonii néven.

## Előfordulása
Burkina Faso, a Dél-afrikai Köztársaság, Csád, Guinea, Sierra Leone, Libéria, Elefántcsontpart, Etiópia, Ghána, Gabon, Kamerun, Kenya, a Közép-afrikai Köztársaság, a Kongói Demokratikus Köztársaság, Malawi, Mozambik, Nigéria, Szudán, Tanzánia, Togo, Zambia és Zimbabwe területén honos. Nedves, füves erdők és mocsárvidékek lakója.

## Megjelenése
Testhossza 14-16,5 centiméter.

## Életmódja
Magvakkal, a pázsitfűfélékkel és gyomnövényekkel, rovarokkal, beleértve a termeszeket és puhatestűekkel táplálkozik.

## Szaporodása
A nyári esős évszakban, decembertől áprilisig tart a fészkelési időszaka, fészekalja 3-9 tojásból áll.

## Külső hivatkozás
- Képek az interneten a fajról